# جون بالمر (سياسي)
جون بالمر (بالإنجليزية: John Palmer)‏ هو سياسي أمريكي، ولد في 22 مارس 1842 في نيويورك في الولايات المتحدة، وتوفي في 15 أبريل 1905 في ألباني في الولايات المتحدة. حزبياً، نشط في الحزب الجمهوري. وقد انتخب Secretary of State of New York ‏ (1894 – 1898).